# Luis Gabelo Conejo
Luis Gabelo Conejo (ur. 1 stycznia 1960) – piłkarz kostarykański, który grał na pozycji bramkarza.

## Kariera
Conejo zaczynał karierę w 1980 roku, a jego pierwszym klubem było Ramonense. Następnie grał w klubie Cartaginés, w 1990 roku przeszedł do hiszpańskiego Albacete Balompié, gdzie stał się prawdziwym idolem kibiców. Po powrocie do Kostaryki występował w Herediano oraz Ramonense.
W 1990 roku uczestniczył w Mistrzostwach świata we Włoszech. Jego niesamowite interwencje w meczach ze: Szkocją, Brazylią i Szwecją spowodowały, że Kostaryka awansowała do drugiej rundy, tracąc zaledwie 2 gole. W meczu z Czechosłowacją Conejo nie wystąpił z powodu kontuzji, a jego reprezentacja odpadła z turnieju. Jego wspaniałą formę docenił renomowany dziennik France Football, uznając go najlepszym bramkarzem mistrzostw.
Po zakończeniu kariery Conejo został trenerem bramkarzy Kostaryki, a w 2009 roku Międzynarodowa Federacja Historyków i Statystyków Futbolu umieściła go na 34. miejscu wśród najlepszych bramkarzy świata z lat 1987–2008. Kostarykańczyk zajął jednocześnie 7. miejsce wśród golkepeerów z Ameryki Południowej.